# Edgar Heidorn
Edgar „Ekke“ Heidorn (* 15. März 1941 in Hannover; † 28. April 2020 ebenda) war ein deutscher Ruderer und Fahrlehrer.

## Leben
Edgar Heidorn besuchte die Fröbelschule in Hannover-Linden-Nord und ruderte für den Deutschen Ruder-Club von 1884.
1962 und 1964 war er Deutscher Meister im Einer, 1965 und 1968 belegte er jeweils den zweiten Platz hinter Jochen Meißner. Bei den deutschen Meisterschaften 1966 siegte er zusammen mit Karsten Beck, Arnulf Pichert und Wolfgang Hottenrott im Vierer ohne Steuermann.
International kam Heidorn nur selten zum Einsatz. 1962 konnte er sich bei der Ausscheidung für die gesamtdeutsche Mannschaft bei den Ruder-Weltmeisterschaften in Luzern nicht gegen Achim Hill aus der DDR durchsetzen. Auch bei den Olympischen Spielen 1964 in Tokio vertrat Hill die gesamtdeutsche Mannschaft. 1968 war Heidorn als Ersatzruderer für Einer und Doppelzweier nominiert, kam aber nicht zum Einsatz. Sein größter internationaler Erfolg war der fünfte Platz im Vierer ohne Steuermann bei den Weltmeisterschaften 1966.
Heidorn war gelernter Kraftfahrzeugmechaniker und führte später eine Fahrschule in Hannover. Er starb am 28. April 2020 während der COVID-19-Pandemie in Deutschland an den Folgen einer SARS-CoV-2-Infektion.